# Dézsi Lázár György
Dézsi Lázár György, gyakran Dési névformával (Dés, ? – 1773. október 25.) református lelkész, az Erdélyi református egyházkerület püspöke 1767-től haláláig.

## Élete
Tanulását szülővárosában kezdte, Nagyenyeden folytatta s az odera-frankfurti egyetemen fejezte be, hol a francia nyelvet sajátította el. Hazatérve Aranyosrákoson lett pap; 1740-ben Nagyenyedre választották meg második lelkésznek, 1758-ban esperesnek, 1765-ben egyetemes főjegyzőnek és zágoni Aranka György halála (1767. június 9.) után püspöknek, mely hivatalát haláláig viselte.

## Munkái
- Dissertatio theologica. De libro vitae Apocalipsis III. 5. Francof. ad. Viadrum 1738. júl. 9.
- Biró Anna asszony felett halotti tanítása. Kolozsvár, 1753
- Halotti prédikatzio… Ketzeli Borbála asszony felett Torotzkó-Szent-Györgyön 9. okt. 1757. Uo. 1759 (függelékben: Oratio exequialis super funere Petri Torotzkai)
- A kegyes beszélgetésről iratott oktatás. Franczia nyelvből magának és másoknak is idvességes hasznára magyarra fordította... Nyomtattatott libera baronissa Hidvégi Nemes Juliana... költségével. Nagy-Szeben, 1761. Szeben, 1761 (Osterwald Frigyes után franciából)
- Hórhegye, melyben Mózes Áront püspöki öltözetiből levetkezteté… Kolozsvár; 1763 (Hermányi Dienes József felett mondott halotti prédikáció)
- Gyászvers Verestói György halálára (1765)
- Kéziratban maradt: Papi tisztről című munka, Osterwald után franciából fordította.